# Tamás Petres
Tamás Petres (Székesfehérvár, 3 settembre 1968) è un ex calciatore ungherese, di ruolo attaccante.

## Carriera
Fu capocannoniere del campionato ungherese nel 1989.